# 白老郡
白老郡（日语：／ Shiraoi gun */?）為日本北海道膽振綜合振興局的郡，位於膽振綜合振興局中部。
郡名源自阿伊努語的「siraw-o-i」，意思是虻很多的地方。

## 轄區
轄區包含1町：
- 白老町

## 沿革

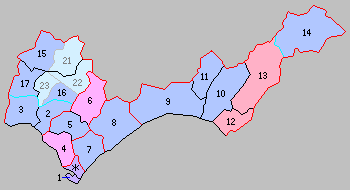
北海道一・二級町村制施行時白老郡下辖町村（8.白老村）

- 1869年8月15日：北海道設置11國86郡，膽振國白老郡成立。
- 1880年：設置勇拂外5郡役所（勇拂郡、白老郡、千歲郡、沙流郡、新冠郡、靜內郡）於苫小牧村。[1]
- 1897年11月：北海道實施支廳制，隸屬室蘭支廳之管轄，此時白老郡下轄白老村、敷生村、杜台村。[2]（3村）
- 1919年4月1日：白老村、敷生村、杜台村合併為白老村，並成為北海道二級村。（1村）[3]
- 1943年6月1日：北海道一級二級町村制廢止，白老村改為內務省指定村。
- 1946年10月5日：指定町村制廢止。
- 1954年11月1日：白老村改制為白老町。（1町）